# Chrastí (přírodní památka)
Chrastí je přírodní památka jižně od Třebče u Borovan v okrese České Budějovice v Jihočeském kraji. Nachází se v Třeboňské pánvi a tvoří ji z velké části zazemněný rybník Velké Chrastí s rozsáhlým litorálním porostem a výskytem bezobratlých živočichů (například vážka jasnoskvrnná) a obojživelníků (mimo jiné kuňka obecná, čolek velký nebo skokan ostronosý).

## Historie
Přírodní památku tvoří především pozemky v prostoru rybníka Velké Chrastí, který nebyl přibližně v letech 1980–2020 využíván, a proto došlo k jeho částečnému zazemnění a velká část rybníka zarostla. Chráněné území vyhlásil Krajský úřad Jihočeského kraje v kategorii přírodní památka s účinností od 25. září 2021. Ke dni 27. května 2022 byly upraveny hranice území.

## Přírodní poměry
Přírodní památka s rozlohou 2,32 hektaru leží v nadmořské výšce 470–472 metrů v Třeboňské pánvi v katastrálním území Třebeč. Tvoří ji ekosystémy rybníka s porosty vodní a mokřadní vegetace a na ně vázané druhy živočichů.

### Abiotické poměry
Geologické podloží tvoří jíly, jílovité písky a diatomity, které jsou překryté kvartérními sedimenty niv a nádrží. Na nich se vyvinuly půdní typy glej modální a severně od rybníka stagnoglej modální. V geomorfologickém členění Česka přírodní památka leží v Třeboňské pánvi, konkrétně v jejím podcelku Lomnická pánev a okrsku Českovelenická pánev, jehož povrch je charakteristický strukturně denudačními plošinami, plochými hřbety a odlehlíky.
Území leží v pramenné oblasti Farského potoka, který se v Trhových Svinech vlévá do Svinenského potoka, a patří tedy k povodí Stropnice. V rámci Quittovy klasifikace podnebí se přírodní památka nachází v mírně teplé oblasti MT4, pro kterou jsou typické průměrné teploty −2 až −3 °C v lednu a 16–17 °C v červenci. Roční úhrn srážek dosahuje 500–750 milimetrů, sníh zde leží 60–80 dní v roce. Mrazových dnů bývá 110–130, zatímco letních dnů jen dvacet až třicet.

### Flóra
V rybníce rostou vodní rostliny asociace Nymphaeion albae s okřehkem menším (Lemna minor), rdestem vzplývavým (Potamogeton natans) a leknínem bělostným (Nymphaea candida). Na volnou hladinu navazuje rozsáhlé litorální pásmo s dominantní třtinou šedavou (Calamagrostis canescens), kterou doplňuje ostřice vyvýšená (Carex elata) a sítina rozkladitá (Juncus effusus). Místa, kde litorál přechází k volné hladině, porůstá orobinec širokolistý (Juncus effusus), zblochan vodní (Glyceria maxima), ostřice zobánkatá (Carex rostrata) a ostřice měchýřkatá (Carex vesicaria). V porostu se vzácně objevuje suchopýr úzkolistý (Eriophorum angustifolium) a v severovýchodní části také vrbina kytkokvětá (Lysimachia thyrsiflora). Na opačné straně přechází litorální pásmo k lesu. Vzniklo zde přechodné rašeliniště, ve kterém dominuje třtina šedavá, ale rostou v něm také mechy ploník obecný (Polytrichum commune), klamonožka bahenní (Aulacomnium palustre), rašeliník křivolistý (Sphagnum fallax), rašeliník třásnatý (Sphagnum fimbriatum) a rašeliník člunkolistý (Sphagnum palustre).

### Fauna
Rybník je významným biotopem pro obojživelníky, z nichž se zde stabilně vyskytují kuňka obecná (Bombina bombina), čolek velký (Triturus cristatus), čolek obecný (Lissotriton vulgari) a skokan krátkonohý (Pelophylax lessonae). V roce 2018 byly zaznamenány snůšky skokana ostronosého (Rana arvalis), skokana štíhlého (Rana dalmatina) a skokana hnědého (Rana temporaria).
Ze zástupců hmyzu byly v roce 2018 nalezeni a za významné považovány šídlatka tmavá (Lestes dryas) a vážka jasnoskvrnná (Leucorrhinia pectoralis). V sušších částech litorálu byli pozorováni motýli zelenáček trnkový (Rhagades pruni), hnědásek jitrocelový (Melitaea athalia) a modrásek černolemý (Plebejus argus).

## Ochrana přírody
Předmětem ochrany v přírodní památce je ekosystém rybníka s výskytem zvláště chráněných druhů vzplývavých rostlin, významnými litorály a na ně vázanými druhy obojživelníků a bezobratlých živočichů. Z konkrétních druhů jsou předmětem ochrany vrbina kytkokvětá a leknín bělostný. Cílem ochranářských opatření je dosáhnout vysoké průhlednosti vody, výskytu středního a velkého planktonu a stabilních populací druhů vodních a mokřadních živočichů, konkrétně čolka velkého, kuňky obecné, skokana ostronosého a vážky jasnoskvrnné.

## Přístup
K chráněnému území nevede žádná turisticky značená trasa, ale jeho blízké okolí zpřístupňují běžné lesní cesty mezi Třebíčkem a Lhotkou.